# Station Rendsburg
Station Rendsburg is een spoorwegstation in de Duitse plaats Rendsburg. Het station ligt aan de lijnen Rendsburg - Husum en Neumünster - Flensburg. 

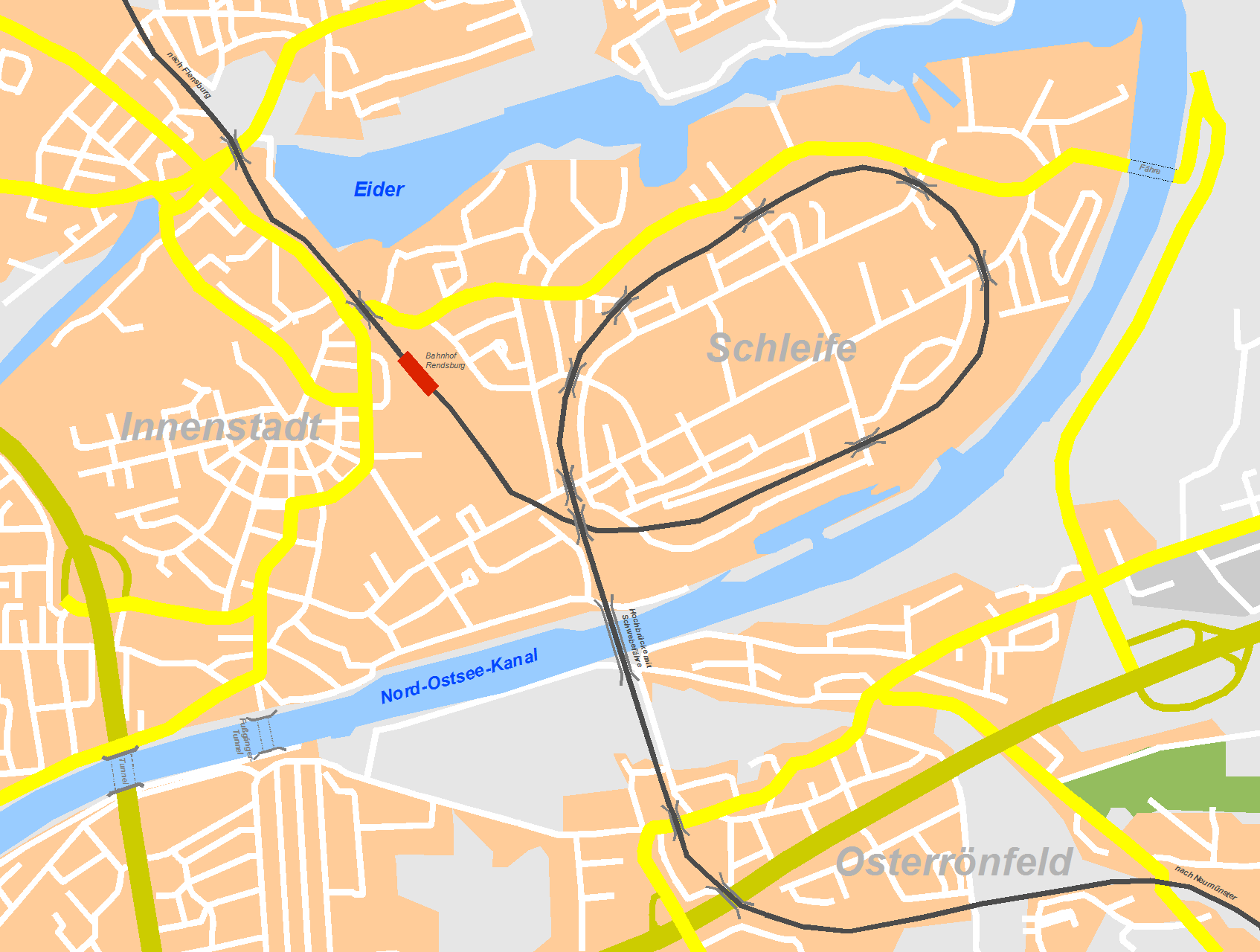
de Schleife

In de lijn naar het noorden ligt direct na het station de Rendsburger Schleife om het hoogteverschil naar de spoorbrug over het Noord-Oostzeekanaal te overbruggen.   
Neumünster ·
Aspe ·
Nortorf · 
Bokelholm ·
Osterrönfeld ·
Rendsburg ·
Büdelsdorf ·
Alt Duvenstedt ·
Owschlag ·
Lottorf ·
Schleswig ·
Schuby ·
Jübek ·
Eggebek ·
Tarp ·
Barderup ·
Flensburg-Weiche ·
Flensburg